# Wissen
Wissen är en stad i Landkreis Altenkirchen i förbundslandet Rheinland-Pfalz i Tyskland.
Staden ingår i kommunalförbundet Verbandsgemeinde Wissen tillsammans med ytterligare fyra kommuner.